# Lanark County
Lanark County ist ein County im Südosten der kanadischen Provinz Ontario. Der County Seat ist Perth. Die Einwohnerzahl beträgt 68.698 (Stand: 2016), die Fläche 3035,64 km², was einer Bevölkerungsdichte von 22,6 Einwohnern je km² entspricht. Benannt ist das County nach der Stadt Lanark in Schottland. Lanark County ist eines der Hauptproduktionsgebiete des kanadischen Ahornsirups und bezeichnet sich selbst als „Ontarios Ahornsirup-Hauptstadt“.
| Renfrew County   |                                             | Outaouais (Québec) |
| Frontenac County | Kompassrose, die auf Nachbargemeinden zeigt | Ottawa             |
|                  | United Counties of Leeds and Grenville      |                    |

## Administrative Gliederung

### Städte und Gemeinden
| Ort                    | Status   | Bevölkerung (2016) |
| ---------------------- | -------- | ------------------ |
| Beckwith               | Township | 7.644              |
| Carleton Place         | Town     | 10.644             |
| Drummond/North Elmsley | Township | 7.773              |
| Lanark Highlands       | Township | 5.338              |
| Mississippi Mills      | Town     | 13.163             |
| Montague               | Township | 3.761              |
| Perth                  | Town     | 5.930              |
| Tay Valley             | Township | 5.665              |

Die Stadt Smiths Falls gehört zwar geographisch und statistisch zum Lanark County, untersteht aber nicht dessen Verwaltung. Die Stadt hat den Status einer separated municipality.

### Gemeindefreie Gebiete
Im Bezirk finden sich keine gemeindefreien Gebiete.

### Indianerreservationen
Im Bezirk finden sich keine Indianerreservationen.